# Keisha Castle-Hughesová
Keisha Castle-Hughesová (* 24. března 1990 Donnybrook) je novozélandská herečka. Z matčiny strany je maorského původu.

## Herecká kariéra
Narodila se v Austrálii, od čtyř let žije na Novém Zélandu. V roce 2002 ji režisérka Niki Carová obsadila do role domorodé dívky Pai ve filmu Pán velryb podle románu Witiho Ihimaery. Za svůj výkon získala Novozélandskou filmovou cenu pro nejlepší herečku a ceny Chicago Film Critics Association, Online Film Critics Society a Critics' Choice Movie Awards v kategorii objev roku. Byla také nominována na Oscara za nejlepší ženský herecký výkon v hlavní roli, cenu však získala Charlize Theronová. Castle-Hughesová byla nejmladší osobou nominovanou na toto ocenění do roku 2012, kdy ji překonala Quvenzhané Wallisová.
Ve filmu Star Wars: Epizoda III – Pomsta Sithů ztvárnila královnu Apailanu a ve filmu Příběh zrození Pannu Marii. Hrála v televizních seriálech Hra o trůny, Živí mrtví a FBI, objevila se také ve videoklipu k Princeově písni „Cinnamon Girl“.

## Osobní život
Jejím prvním manželem byl Jonathan Morrison, druhým manželem je Donny Grahamer. Je matkou dvou dcer. V rozhovoru pro média oznámila, že trpí bipolární afektivní poruchou.
Je absolventkou ACG Senior College v Aucklandu. Připojila se ke kampani Greenpeace za ochranu klimatu, což vedlo k ostré výměně názorů s novozélandským premiérem Johnem Keyem.

## Filmografie
- 2002 Pán velryb
- 2005 Star Wars: Epizoda III – Pomsta Sithů
- 2006 Příběh zrození
- 2008 Ester to rozčísne
- 2009 Vintner's Luck
- 2011 Upír
- 2011 Red Dog – psí legenda
- 2015 The Queen of Carthage
- 2017 Děkuji za vaše služby
- 2020 DieRy